# O Sexto Homem
The 6th Man (no Brasil, O Sexto Homem) é um filme de comédia esportiva estadunidense lançado em 1997. Teve a direção de Randall Miller e foi protagonizado por Marlon Wayans e Kadeem Hardison.

## Sinopse
Antoine (Kadeem Hardison) e Kenny Tyler (Marlon Wayans) são dois irmãos que desde a infância mostravam destreza para jogar basquete. Na idade adulta, eles conseguiram praticar o esporte de maneira profissional. Porém, quando Antoine morre após uma queda em plena quadra (soltou a cesta depois de fazer um ponto), Kenny chega a pensar em desistir do esporte, pois todo o elenco estava desmotivado. Mas Antoine volta do além para ajudá-los, o que causa situações paranormais, obtendo a desconfiança de um jornalista.